# Elliot Collier
Elliot Collier (Hamilton, 22 febbraio 1995) è un calciatore neozelandese, attaccante dell'Indy Eleven.